# Magnolia cubensis
Magnolia cubensis là một loài thực vật có hoa trong họ Magnoliaceae. Loài này được Urb. mô tả khoa học đầu tiên năm 1899.